# Jaime Güemes Heras
Jaime Güemes Heras (1962) es un botánico español, desarrollando su actividad científica en la Universidad de Valencia, España.

## Algunas publicaciones

### Libros
- Isabel Mateu Andrés, Jaime Güemes Heras. 1994. Trabajos de palinología básica y aplicada. Ed. Universitat de València. 313 pp. ISBN 8437016371 En línea

- Manuel Costa, Jaime Güemes. 1996. El botànic: Antonio Joseph Cavanilles, 1745-1804. Ed. Universitat de València. 63 pp. ISBN 8437023424

- Pedro Sánchez Gómez, Juan Guerra Montes, Jaime Güemes. 1998. Flora murciana de interés nacional y europeo: protección y legislación. Ed. Universidad de Murcia. Departamento de Biología Vegetal (Botánica). 70 pp. ISBN 8484161196

- Manuel Costa, Jaime Güemes. 2001. El Jardí Botànic de la Universitat de València. Ed. Universitat de València. 243 pp. ISBN 8437052270 En línea

- M Costa Talens, Jaime Güemes. 2002. Dibujar la naturaleza: ilustradores naturalistas en el Jardín Botánico de la Universitat de Valencia : [exposición]noviembre 2002, febrero 2003. Ed. Universitat de València. 178 pp. ISBN 8437054966 En línea

- M Costa Talens, Jaime Güemes. 2002. Dibuixar la Natura: Illustradors Naturalistics al Jardi Botanic de la Universitat de Valencia. Ed. Universitat de València. 180 pp. ISBN 8437054974 En línea

- Jordi Corbera, Carles Puche, Jaime Güemes. 2005. Un bosque en la ciudad: el Jardín Botánico de la Universitat de València. Ed. Universitat de València. 299 pp. ISBN 8437063418 En línea

- La abreviatura «Güemes» se emplea para indicar a Jaime Güemes Heras como autoridad en la descripción y clasificación científica de los vegetales.[2]